# Emacspeak
Emacspeak ist eine Erweiterung für GNU Emacs, welche dem Programm einen vollständigen Screenreader hinzufügt. Entwickelt wird Emacspeak seit 1995 von T. V. Raman, einem promovierten Informatiker, welcher seit seiner Kindheit blind ist.
Emacspeak ist vorwiegend in Emacs Lisp geschrieben und jede Version seit Release 49.0 trägt einen Hundenamen, welches auf Blindenhunde zurückzuführen ist.
Aufgrund der Funktionsvielfalt von Emacs ermöglicht Emacsspeak Blinden Menschen weitaus mehr als nur Texte zu editieren.

## Unterschiede bei Emacspeak gegenüber gewöhnlichen Screenreadern
Da sich Emacsspeak nahtlos nur in ein Programm (Emacs selbst) integriert, ist es fraglich ob man hier von einem Screenreader sprechen kann, da er nur den Inhalt von Emacs selbst ausgibt. Klassische Screenreader hingegen lesen den Inhalt des gesamten Bildschirmes vor, was abhängig von der Software, mal gut oder mal schlecht funktionieren kann. Bei Emacsspeak jedoch ist Emacs dahingehend optimiert, dass es problemlos funktioniert. Aufgrund der Funktionsvielfalt, die Emacs bietet (E-Mail Programm, Webbrowser …) ist Emacsspeak auf jeden Fall wettbewerbstauglich gegenüber anderen Screenreadern.